# Tytoń bakun
Tytoń bakun, machorka (Nicotiana rustica L.) – gatunek roślin jednorocznych z rodziny psiankowatych. Prawdopodobnie pochodzi z Ameryki Południowej. W Polsce uprawiany i przejściowo dziczejący (efemerofit).

## Morfologia
ŁodygaGruba, omszona, wydzielająca lepką substancję. Cała roślina osiąga wysokość do 1 m. Tuż nad ziemią rozgałęzia się.
LiścieDuże, jajowate, czasem sercowate, pomarszczone, całobrzegie.
KwiatyZebrane na szczycie łodygi w wiechowate kwiatostany. Mniejsze, niż u tytoniu szlachetnego, zielonkawożółte, w kształcie trąbki, z pięcioma tępo zakończonymi łatkami o długości 1,5 cm, wytwarzające lekki, specyficzny zapach. Mają 1 słupek i 5 pręcików.
OwocePękająca na szczycie torebka. Nasiona okrągłe, malutkie (około 0,5 mm średnicy), ciemnobrązowe, zachowują zdolność kiełkowania przez wiele lat.

## Zastosowanie
Suszone liście tego gatunku tytoniu zawierają do 9% nikotyny, tj. 3–10 razy więcej niż tytoń szlachetny. Ze względu jednak na mniej przyjemny zapach używany jest do produkcji mniej szlachetnych wyrobów tytoniowych. Uprawiany również w Polsce. Ze względu na zawartość substancji trujących, nadaje się do produkcji naturalnych pestycydów. Najprostszym takim środkiem jest odwar z liści.